# Мультиномиальный коэффициент
Мультиномиальные (полиномиальные) коэффициенты — коэффициенты в разложении {\displaystyle (x_{1}+x_{2}+\dots +x_{m})^{n}} по мономам {\displaystyle x_{1}^{k_{1}}x_{2}^{k_{2}}\dots x_{m}^{k_{m}}}:
{\displaystyle (x_{1}+x_{2}+\dots +x_{m})^{n}=\sum _{k_{1}+k_{2}+\dots +k_{m}=n}{n \choose k_{1},\ k_{2},\ \dots ,\ k_{m}}x_{1}^{k_{1}}x_{2}^{k_{2}}\dots x_{m}^{k_{m}}.}

## Явная формула
Значение мультиномиального коэффициента {\displaystyle \textstyle {\binom {n}{k_{1},\ k_{2},\ \dots ,\ k_{m}}}} определено для всех целых неотрицательных чисел n и {\displaystyle k_{1},k_{2},\dots ,k_{m}} таких, что {\displaystyle k_{1}+k_{2}+\dots +k_{m}=n}:
{\displaystyle {\binom {n}{k_{1},\ k_{2},\ \dots ,\ k_{m}}}={\frac {n!}{k_{1}!k_{2}!\dots k_{m}!}}.}
Биномиальный коэффициент {\displaystyle \textstyle {\binom {n}{k}}} для неотрицательных целых чисел n, k является частным случаем мультиномиального коэффициента (для m = 2), а именно
{\displaystyle {n \choose k}={n \choose k,\ n-k}.}

## Свойства
- В комбинаторном смысле мультиномиальный коэффициент {\displaystyle \textstyle {\binom {n}{k_{1},\ k_{2},\ \dots ,\ k_{m}}}} равен числу упорядоченных разбиений n-элементного множества на m подмножеств мощностей {\displaystyle k_{1},k_{2},\dots ,k_{m}}.

- {\displaystyle \sum _{k_{1}+k_{2}+\dots +k_{m}=n}{n \choose k_{1},\ k_{2},\ \dots ,\ k_{m}}=m^{n}.}

- из формулы Стирлинга при фиксированных {\displaystyle (\alpha _{i})_{i=1}^{n}\in (0;1)^{n},\ \alpha _{1}+\dots +\alpha _{k}=1} следует асимптотическая формула {\displaystyle {\binom {n}{\alpha _{1}n,\ \dots ,\ \alpha _{k}n}}\sim \left({{\frac {1}{{\alpha _{1}}^{\alpha _{1}}\dots {\alpha _{k}}^{\alpha _{k}}}}+o(1)}\right)^{n}}